# Dejan Georgijević
Dejan Georgijević (szerbül: Дејан Георгијевић; Belgrád, 1994. január 19. –) szerb utánpótlás-válogatott labdarúgó, a Kauno Žalgiris korábbi játékosa.

## Pályafutása
A Zemun és a Partizan korosztályos csapataiban nevelkedett, majd az előbbinél lett felnőtt játékos. 2012-ben a Teleoptik csapatához igazolt, itt alapemberként 58 mérkőzésen 8 gólt szerzett. 2014. augusztus 26-án a Spartak Zlatibor csapatánál folytatta karrierjét, majd újabb egy évet töltött az Inđija játékosaként, a klubnál 27 találkozón 14-szer volt eredményes. 2016-ban került a Voždovac csapatába, ahol 41 mérkőzésen 12 találatig jutott. 2018. január 27-én a Ferencváros hivatalos honlapján jelentette be szerződtetését.
2018. március 10-én a Balmazújváros elleni hazai mérkőzés 77. percében Joseph Paintsil cseréjeként debütált az új csapatában a bajnokságban, a mérkőzést a Ferencváros 5–0-ra nyerte meg.
Április 7-én a Mezőkövesd elleni hazai találkozón a 86. percben megszerezte első gólját a bajnokságban. A Ferencváros 3–0-ra nyert.
2019 januárjában az idény végéig kölcsönben visszatért a Partizanhoz. A szezon tavaszi felében három bajnokin és két kupamérkőzésen kapott mindössze játéklehetőséget, majd az idény bégén távozott a csapattól. 2019 júliusában a Ferencváros ismét kölcsönadta, ezúttal a kazah Jertisz Pavlodarnak.
2021 februárjában a bosnyák Velež Mostar játékosa lett.

## Sikerei, díjai

### Klubsikerek
- Ferencvárosi TC
  - Magyar bajnoki ezüstérmes: 2018

- Partizan
  - Szerb kupagyőztes: 2018–19

- OFK Beograd
  - Szerb másodosztály bajnok: 2023–24

### Egyéni
- Szerb másodosztály gólkirály: 2023–24 (17 gól)

## Statisztika
2018. június 2-i állapotnak megfelelően.
| Klub             | Szezon           | Bajnokság        | Bajnokság     | Bajnokság | Kupa          | Kupa  | Nemzetközi kupa | Nemzetközi kupa | Összesen      | Összesen |
| Klub             | Szezon           | Osztály          | Pályára lépés | Gólok     | Pályára lépés | Gólok | Pályára lépés   | Gólok           | Pályára lépés | Gólok    |
| ---------------- | ---------------- | ---------------- | ------------- | --------- | ------------- | ----- | --------------- | --------------- | ------------- | -------- |
| Zemun            | 2009–10          | Prva Liga (II)   | 1             | 0         | 0             | 0     | —               | —               | 1             | 0        |
| Zemun            | 2010–11          | Prva Liga (II)   | 5             | 0         | 0             | 0     | —               | —               | 5             | 0        |
| Zemun            | Összesen         | Összesen         | 6             | 0         | 0             | 0     | 0               | 0               | 6             | 0        |
| Teleoptik        | 2011–12          | Prva Liga (II)   | 7             | 0         | 0             | 0     | —               | —               | 7             | 0        |
| Teleoptik        | 2012–13          | Prva Liga (II)   | 25            | 2         | 0             | 0     | —               | —               | 25            | 2        |
| Teleoptik        | 2013–14          | Prva Liga (II)   | 23            | 6         | 1             | 0     | —               | —               | 24            | 6        |
| Teleoptik        | Összesen         | Összesen         | 55            | 8         | 1             | 0     | 0               | 0               | 56            | 8        |
| Spartak Zlatibor | 2014–15          | SuperLiga (I)    | 14            | 3         | 3             | 0     | —               | —               | 17            | 3        |
| Spartak Zlatibor | 2015–16          | SuperLiga (I)    | 2             | 0         | 0             | 0     | —               | —               | 2             | 0        |
| Spartak Zlatibor | Összesen         | Összesen         | 16            | 3         | 3             | 0     | 0               | 0               | 19            | 3        |
| Inđija           | 2015–16          | Prva Liga (II)   | 27            | 14        | 1             | 0     | —               | —               | 28            | 14       |
| Inđija           | Összesen         | Összesen         | 17            | 14        | 1             | 0     | 0               | 0               | 18            | 14       |
| Voždovac         | 2016–17          | SuperLiga (I)    | 25            | 3         | 1             | 0     | —               | —               | 26            | 3        |
| Voždovac         | 2017–18          | SuperLiga (I)    | 16            | 9         | 0             | 0     | —               | —               | 16            | 9        |
| Voždovac         | Összesen         | Összesen         | 41            | 12        | 1             | 0     | 0               | 0               | 42            | 12       |
| Ferencváros      | 2017–18          | NB1              | 7             | 1         | 0             | 0     | 0               | 0               | 7             | 1        |
| Ferencváros      | Összesen         | Összesen         | 7             | 1         | 0             | 0     | 0               | 0               | 7             | 1        |
| Karrier összesen | Karrier összesen | Karrier összesen | 142           | 38        | 6             | 0     | 0               | 0               | 148           | 38       |

## Külső hivatkozások
- Dejan Georgijevic (angol,szerb nyelven). srbijafudbal.com. [2019. január 28-i dátummal az eredetiből archiválva]. (Hozzáférés: 2018. május 16.)
- Dejan Georgijevic (magyar nyelven). mlsz.hu
- Dejan Georgijevic (magyar nyelven). hlsz.hu
- Dejan Georgijevic (magyar nyelven). fradi.hu. [2018. május 16-i dátummal az eredetiből archiválva]. (Hozzáférés: 2018. május 16.)
- Dejan Georgijevic (angol nyelven). worldfootball.net
- Dejan Georgijević adatlapja a Transfermarkt oldalán (angolul)
- Dejan Georgijević adatlapja a Soccerway oldalon (angolul)
- Dejan Georgijević adatlapja a Szlovén labdarúgó-szövetség oldalán (szlovénul)